# Galgan
Galgan (okzitanisch: Galganh) ist eine französische Gemeinde mit 367 Einwohnern (Stand: 1. Januar 2022) im Département Aveyron in der Region Okzitanien (vor 2016 Midi-Pyrénées). Sie gehört zum Arrondissement Villefranche-de-Rouergue und zum Kanton Lot et Montbazinois. Die Einwohner werden Galganais genannt.

## Geografie
Galgan liegt etwa 38 Kilometer nordwestlich von Rodez. Das Gemeindegebiet wird vom Flüsschen Audiernes durchquert. Umgeben wird Galgan von den Nachbargemeinden Les Albres im Norden, Aubin im Nordosten, Valzergues im Osten, Montbazens im Osten und Südosten, Vaureilles im Süden, Drulhe im Südwesten sowie Peyrusse-le-Roc im Südwesten und Westen.

## Bevölkerungsentwicklung
| Jahr                       | 1962 | 1968 | 1975 | 1982 | 1990 | 1999 | 2006 | 2019 |
| Einwohner                  | 506  | 505  | 454  | 417  | 357  | 324  | 347  | 375  |
| Quellen: Cassini und INSEE |      |      |      |      |      |      |      |      |

## Sehenswürdigkeiten

Kirche Saint-Pierre

- Kirche Saint-Pierre
- Mühle Montet